# 1511
| [ Edytuj tabelę ]                          | |
| Król Polski                                | - 1507 Zygmunt I Stary 1548 |
| Współksiążęta Andory                       | - 1472 Pere de Cardona 1512 - 1483 Katarzyna z Nawarry 1512 - 1484 Jan III 1516 |
| Król Anglii                                | - 1509 Henryk VIII 1547 |
| Król Aragonii i Walencji, hrabia Barcelony | - 1479 Ferdynand Aragoński 1516 |
| Władca Azteków                             | - 1502 Montezuma II 1520 |
| Elektor Brandenburgii                      | - 1499 Joachim I Nestor 1535 |
| Książę Bawarii                             | - 1508 Wilhelm IV 1550 |
| Sułtan Brunei                              | - 1473 Bolkiah 1521 |
| Cesarz Chin                                | - 1505 Zhengde 1521 |
| Król Czech                                 | - 1490 Władysław II Jagiellończyk 1516 |
| Król Danii                                 | - 1481 Jan Oldenburg 1513 |
| Dalajlama                                  | - 1475 Gendun Gjaco 1541 |
| Władca Egiptu                              | - 1501 Kansuh al-Ghauri 1516 |
| Cesarz Etiopii                             | - 1508 Lybne Dyngyl 1540 |
| Król Francji                               | - 1498 Ludwik XII 1515 |
| Szach Iranu                                | - 1501 Isma’il I 1524 |
| Władca Inków                               | - 1493 Huayna Capac 1527 |
| Lord Irlandii                              | - 1509 Henryk VIII Tudor 1542 |
| Cesarz Japonii                             | - 1500 Go-Kashiwabara 1526 |
| Kalif                                      | - 1508 Al-Mutawakkil III 1517 |
| Król Kastylii i Leónu                      | - 1506 Ferdynand Aragoński 1516 |
| Patriarcha Konstantynopola                 | - 1504 Pachomiusz I 1513 |
| Władca Korei                               | - 1506 Chungjong 1544 |
| Wielki książę litewski                     | - 1506 Zygmunt I Stary 1548 |
| Sułtan Maroka                              | - 1505 Muhammad al-Burtukali 1524 |
| Senior Monako                              | - 1505 Lucjan 1523 |
| Wielki książę moskiewski                   | - 1505 Wasyl III 1533 |
| Król Nawarry                               | - 1484 Katarzyna z Nawarry i Jan d’Albret 1516 |
| Król Norwegii                              | - 1483 Jan Oldenburg 1513 |
| Sułtan Omanu                               | - 1500 Muhammad ibn Isma’il 1529 |
| Elektor Palatynatu                         | - 1508 Ludwik V 1544 |
| Papież                                     | - 1503 Juliusz II 1513 |
| Król Portugalii                            | - 1495 Manuel I 1521 |
| Cesarz Rzymski (niemiecki)                 | - 1493 Maksymilian I Habsburg 1519 |
| Kapitanowie Regenci San Marino             | - 1510 Antonio di Bianco Barnaba di Matteo da Valle 1511 - 1511 Marino di Niccolò di Giovanetto Biagio di Bartolo Pasini 1511 - 1511 Antonio di Girolamo Giovanni di Cristoforo Vita 1512 |
| Elektor Saksonii                           | - 1486 Fryderyk I Mądry 1525 |
| Król Szkocji                               | - 1488 Jakub IV 1513 |
| Król Szwecji                               | - 1504 Svante Nilsson Sture 1512 |
| Król Tajlandii                             | - 1491 Ramathibodi II 1529 |
| Sułtan Turków                              | - 1481 Bajazyd II 1512 |
| Doża Wenecji                               | - 1501 Leonardo Loredano 1521 |
| Król Węgier                                | - 1490 Władysław II 1516 |
| Cesarz Wietnamu                            | - 1509 Lê Tương Dực 1516 |
| Wielki mistrz zakonu krzyżackiego          | - 1510 Albrecht Hohenzollern 1525 |

Rok 1511 / MDXI
stulecia: XV wiek ~
XVI wiek ~
XVII wiek

lata: 1501 «
1506 «
1507 «
1508 «
1509 «
1510 «
1511
» 1512
» 1513
» 1514
» 1515
» 1516
» 1521

## Wydarzenia w Polsce
- 6 stycznia – 15 lutego (18 lutego) – w Piotrkowie obradował sejm[1].
- w Brześciu nad Bugiem obradował Sejm Wielkiego Księstwa Litewskiego[2].
- Wielki pożar Płocka.
- Drobin otrzymał prawa miejskie.

## Wydarzenia na świecie
- 19 stycznia – wojny włoskie: Francuzi zajęli miasto Mirandola.
- 26 marca – silne trzęsienie ziemi i wywołane nim tsunami zabiły na północnym wybrzeżu Adriatyku kilkanaście tysięcy osób.
- 20 kwietnia – Portugalczycy odkryli bezludne Wyspy Świętego Piotra i Pawła na południowym Atlantyku.
- 6 lipca – Albrecht Hohenzollern został wybrany na wielkiego mistrza krzyżackiego.
- 24 sierpnia – Portugalia przejęła kontrolę nad miastem i cieśniną Malakka.

## Urodzili się
- 18 czerwca – Bartolomeo Ammanati, rzeźbiarz i architekt florencki (zm. 1592)
- 9 lipca – Dorota von Sachsen-Lauenburg, królowa Danii i Norwegii, żona Chrystiana III Oldenburga (zm. 1571)
- 30 lipca – Giorgio Vasari, włoski historiograf sztuki, architekt i malarz (zm. 1574)

## Zmarli
- data dzienna nieznana: 
  - Johannes Tinctoris, franko-flamandzki kompozytor i teoretyk muzyki epoki renesansu (ur. między 1450 a 1455 )